# Fiesta de la fruta y de las flores
La Fiesta de la Fruta y de las Flores es una celebración popular que se lleva a cabo aproximadamente entre febrero o marzo de cada año en la provincia de Tungurahua (Ambato-Ecuador). Forma parte de la lista de las fiestas más populares que hay en Ecuador, donde se encuentran otras festividades celebradas con un motivo diferente.
La Fiesta de la Fruta y de las Flores es denominada como una de las más hermosas fiestas alrededor del país. Es la conmemoración a la pérdida sufrida por los habitantes de la ciudad a raíz del terremoto del 5 de agosto de 1949 
El nombre de la fiesta se debe a la gran producción local frutal y floral que coincide con los primeros meses del año.
Cabe recalcar que en la ciudad de Ambato que tiene un alto nivel cultural, se ha prohibido los juegos con agua, harina, polvo, huevos, espumas carnavaleras y otros productos característicos del carnaval, que en otras poblaciones vecinas "juegan", invadiendo el espacio personal del turista.

## El Origen de la Fiesta de las Frutas y de las Flores
Luego del terremoto ocurrido el 5 de agosto de 1949, en la ciudad de Ambato, que arrasó con gran parte de la ciudad y de sus habitantes, el pueblo buscó reactivarse y dejar de lado este suceso, por lo que los socios del Centro Agrícola Cantonal encabezadas por el Dr. Ernesto Miño, quien después de convertiría en el primer director del actual Comité Permanente de la FFF, fueron el eje principal de la organización de la primera fiesta que se llevó a cabo el 17 de febrero de 1951.
1951 fue el punto de partida. La fiesta se realizó con características únicas por su contenido; aroma de frutas, perfume de flores, belleza de sus mujeres, manifestaciones de arte, cultivo de tradiciones; todo sobre una base de solidaridad, respeto y entusiasmo que situaron a Ambato en un pedestal de desarrollo cultural.
La fiesta fue entonces una manifestación de la voluntad de los ambateños, que aceptando el precio propuesto por la naturaleza a la belleza y fecundidad concedida a estas tierras, se levantaron con fervor y entusiasmo en búsqueda de respuestas tangibles al daño sufrido.
Fue en 1962, y mediante Decreto Ejecutivo N. 586, expedido el 18 de abril y publicado en el Registro Oficial N. 136, que el Gobierno Nacional Presidido por el Dr. Carlos Julio Arosemena Monroy, y siendo su Ministro de Gobierno el destacado ciudadano ambateño Don Alfredo Albornoz Sánchez, declaró a la Fiesta de la Fruta y de las Flores, celebración nacional.
Año tras año, la intensidad de las fiesta iba en aumento, varios elementos se han ido incorporando y el derroche de alegría y sana diversión se impregnaba fácilmente en ambateños y turistas; no hubo quien escape al regocijo.
Adicionalmente, desde el año 2003 el Colectivo Central Dogma organiza el Festival de Música Independiente y de Vanguardia  (Festival ), que se ha seguido realizando con gran acogida e ininterrumpidamente desde esa fecha, y se caracteriza por invitar a bandas de música de todos los estilos, nacionales y extranjeras, lo cual causa mucha expectativa y aceptación entre el público que se da cita a la mayor fiesta de los ambateños. Ecuador esta feliz con esto..

## Tradición
Ante nada cada año se inaugura la fiesta con un determinado eslogan, que incentiva a la población a valorar la ciudad
La tradición de la fiesta es la Elección de la Reina de Ambato, La Bendición de las Flores, las Frutas y el Pan, el Desfile de la Fiesta de la Fruta y de las Flores, El Festival del Folclore, Las Verbenas, Festivales gastronómicos, festivales de música, conciertos, la fiesta Retro y por último La Ronda Nocturnal.

## La Bendición de las Flores, las Frutas y el Pan
Ambato es una ciudad en su mayoría católica, por ello también se celebra el Acto Litúrgico de la "Bendición de las Flores, las Frutas y el Pan" como símbolos de la ciudad, este acto se realiza al pie del atrio mayor de la catedral en las afueras con el fin de que toda la población pueda acudir a este acto que se celebra desde 1968 (con la excepción de 1995 a consecuencia de la Guerra del Cenepa en conflicto con el Perú).
El atrio está adornado de flores que conforman figuras alegóricas religiosas, y presentan también diferentes temas y/o representaciones de la actualidad en el mundo en torno al aspecto cristiano, estas representaciones suelen ser hechas con Flores, Frutas y Pan que con sus colores expresan la bondad de la tierra y el trabajo del campo la Esta figura se exhibe hasta el final de las fiestas, sus dimensiones aproximadas son de 7 m de ancho por 5 de alto.
Mensajes de Sus Santidades Papas como son: Pablo VI, Juan Pablo I, Juan Pablo II, Benedicto XVI y Francisco son la inspiración
| Año  | Mensaje                                                                                    |
| ---- | ------------------------------------------------------------------------------------------ |
| 1968 | Gracias Señor                                                                              |
| 1969 | Yo soy el Pan de Vida                                                                      |
| 1970 | El Trabajo dignifica y Libera al Hombre                                                    |
| 1971 | Si nos unimos en la Justicia progresaremos                                                 |
| 1972 | Si quieres la Paz trabaja por la Justicia                                                  |
| 1973 | Todo hombre es mi hermano                                                                  |
| 1974 | Unidos en el Dolor y el Progreso                                                           |
| 1975 | Construyamos la Paz con el Amor                                                            |
| 1976 | 25 años de Nuestra Fiesta, Bendito sea el Señor                                            |
| 1977 | Naturaleza toda alaba al Señor                                                             |
| 1978 | Elevemos un himno de hermanos                                                              |
| 1979 | La Paz es Libertad y Justicia                                                              |
| 1980 | Compartir es amar                                                                          |
| 1981 | La Paz Fruto de la Libertad                                                                |
| 1982 | La Paz, Don de Dios Confiado a los hombres                                                 |
| 1983 | Diálogo + Trabajo = Esperanza                                                              |
| 1984 | Frutos de un Corazón Nuevo: Paz, Justicia, Amor, Alegría, Verdad, Progreso, Reconciliación |
| 1985 | Los Jóvenes y la Paz Caminos Juntos                                                        |
| 1986 | Paz Sin Fronteras                                                                          |
| 1987 | Desarrollo y Solidaridad, Dos Claves para la Paz                                           |
| 1988 | María: Mujer, Tierra, Fruto y Flor                                                         |
| 1989 | Dios Esperanza Nuestra                                                                     |
| 1990 | La Creación: Obra de Dios                                                                  |
| 1991 | Dios amor - ¡Danos la paz!                                                                 |
| 1992 | Cristo en América ayer, hoy y siempre                                                      |
| 1993 | Tierra, Hogar nuestro, Bendice al Señor                                                    |
| 1994 | Familia: Amor y Paz                                                                        |
| 1995 | (Suspendido por la Guerra del Cenepa en conflicto con el Perú)                             |
| 1996 | Demos a los niños un mundo de Paz                                                          |
| 1997 | Construyamos en Jesucristo nuestro pueblo                                                  |
| 1998 | Diócesis de Ambato, 50 años de Luz y Vida                                                  |
| 1999 | La Paz: Don del Padre y tarea nuestra                                                      |
| 2000 | Cristo, puerta, pan, perdón                                                                |
| 2001 | La Tierra de Dios nos une                                                                  |
| 2002 | Ambato con Cristo para el Mundo                                                            |
| 2003 | Cristo Vive en nosotros                                                                    |
| 2004 | Vamos a la Casa del Señor                                                                  |
| 2005 | La Eucaristía Pan de Vida para el Mundo                                                    |
| 2006 | En la Verdad, la Vida, la Paz y el Amor                                                    |
| 2007 | La Persona, Corazón de la Paz                                                              |
| 2008 | Discípulos de Jesucristo, Misioneros de Paz                                                |
| 2009 | Combatir la Pobreza, Construir la Paz                                                      |
| 2010 | Si quieres cultivar la Paz, Custodia la Creación                                           |
| 2011 | Libertad Religiosa, Camino para la Paz                                                     |
| 2012 | Muy buenas criaturitas del Señor                                                           |
| 2013 | Fuertes en la Fe, buscamos la Paz                                                          |
| 2014 | La Fraternidad, Fundamento y Camino para la Paz                                            |
| 2015 | Ya nunca más esclavos sino hermanos                                                        |
| 2016 | Misericordiosos como el Padre                                                              |
| 2017 | Danos familias santas y buenas                                                             |
| 2018 | Jóvenes, a ustedes les llamo amigos                                                        |
| 2019 | Familia tu vocación es el amor                                                             |
| 2020 | Ambato, jardín del mundo                                                                   |
| 2021 | A tu amor nos acogemos                                                                     |
| 2022 | Año de la Palabra de Dios                                                                  |
| 2023 | 75 años celebrando la presencia del Señor                                                  |
| 2024 | Fraternidad para sanar el mundo                                                            |
| 2025 | Peregrinos de esperanza, Todos llamados a la salvación                                     |

Colaboración: Diócesis de Ambato

## La Reina de Ambato y la FFF
Entre los eventos típicos se halla la elección anual de una mujer joven como símbolo de las festividades, quien adopta el título de reina. Su función es encabezar las festividades aunque en ocasiones suele extender su rol como figura filantrópica hasta que se elija a la sucesora.
Cabe destacar que esta fiesta se viene realizando el extranjero también y en España en concreto donde desde el año 2015 En dicho año fue elegida la señorita Carol Sandoval como primera reina del año 2015 y posteriormente fue elegida la señorita Katherine Camana en el año 2016, por la cual se difundió más en las redes sociales que se celebraba dicha tradición en el extranjero mediante fotos y entrevistas dándose a conocer a todo el mundo. Seguidamente le sucedió Nataly Benavides que en el año 2017 tuvo el honor de viajar a Ambato a representar a los ambateños residentes en España por primera vez. En el año 2018 fue elegida Mishel Ruiz que viajó junto a la virreina hacia Ambato y comparecieron a través de los medios de comunicación y acudieron a numerosos eventos. En el presente año se eligió a Estefanía López como actual Reina de Ambato de los residentes en España.

## El desfile de la confraternidad
El Desfile de la Confraternidad es uno de los eventos más importantes que se lleva a cabo durante las fiestas. Miles de jóvenes de diferentes planteles educacionales participan con sus bandas de guerra y sus comparsas, en un orden aleatorio. Destaca la participación de las autoridades políticas e institucionales. El desfile se lleva a cabo un día domingo en las calles principales de la ciudad; las avenidas Cevallos y Unidad Nacional.
También se invita a grupos extranjeros a participar en la celebración de las fiestas; las cuales hacen muestras de su música y folklor.

## La Ronda Nocturnal
La ronda nocturnal al igual que el desfile de la confraternidad, es un evento que recorre por las calles de Ambato y se lleva a cabo por la noche un día después del desfile de confraternidad, en donde se da lugar a un desfile de carros alegóricos que son decorados con flores, frutas y pan; sube desde la avenida Cevallos hasta la calle Olmedo y baja por la calle Bolívar, meses antes de que empiecen las fiestas, desde los carros alegóricos las reinas de Ambato y de los distintos cantones de Tungurahua saludan al público y a las autoridades y regalan frutas a los miles de asistentes al desfile.
También participan planteles educativos en esta ronda con una serie de comparsas llenas de colorido, ingenio y musicalidad.

## Música
En estas fiestas se utiliza la música popular y se practican bailes populares como La Pera Madura, La Rondaría Ambateña y La Fiesta Retro que se realizan frente atrio de la catedral en cual está adornado con flores y frutas propio de Ambato